# René Toft Hansen

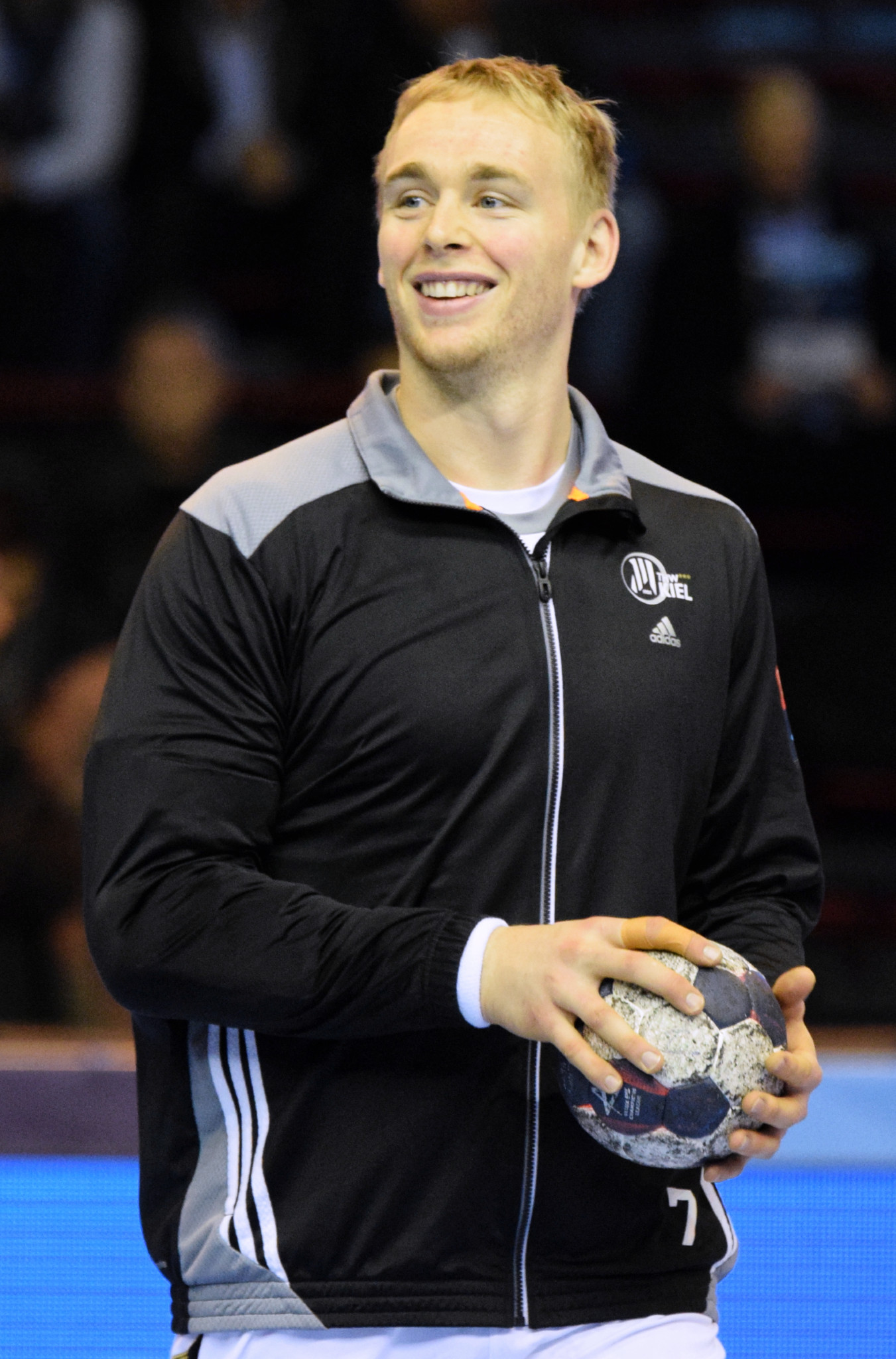
René Toft Hansen i THW Kiel, 2014.

René Toft Hansen, född 1 november 1984 i Rybjerg i Skive kommun, är en dansk handbollsspelare (mittsexa). Han är äldre bror till handbollsspelaren Henrik Toft Hansen.

## Klubbar
- HRH 74
- Skive fH
- HF Mors 2000 (–2003)
- Viborg HK (2003–2007)
- KIF Kolding (2007–2010)
- AG København (2010–2012)
- THW Kiel (2012–2018)
- Telekom Veszprém (2018–2019)
- SL Benfica (2019–2020)
- Bjerringbro-Silkeborg (2020–)